# Габдуллино
Габдуллино (каз. Ғабдуллин) — село в Жетысайском районе Туркестанской области Казахстана. Входит в состав Атамекенского сельского округа. Код КАТО — 514465400.

## Население
В 1999 году население села составляло 19 человек (11 мужчин и 8 женщин). По данным переписи 2009 года, в селе проживали 32 человека (18 мужчин и 14 женщин).